# Патерн Уэльский
Патерн (лат. Paternus, брет. Padern; ранее 465, Бретань или Уэльс — 15 апреля 510 или 550, Ванн, Бретань) — святой Римско-Католической церкви, местночтимый святой в Православной церкви, один из семи святых основателей Бретани, первый епископ епархии Бро-Ванн. Его следует отличать от Паттерна, епископа Авранша (481—564).

## Биография

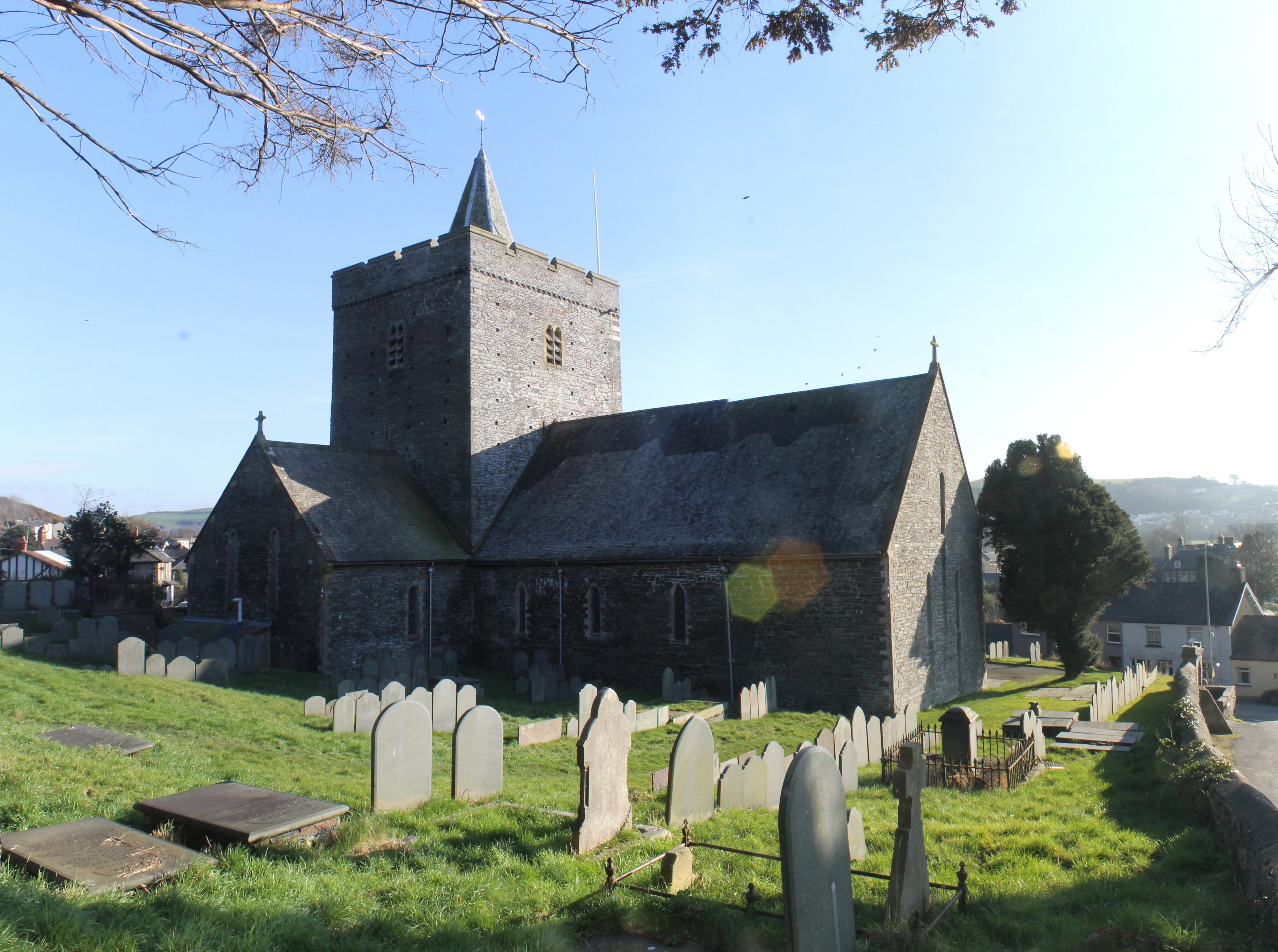
Церковь Св. Патерна в Лланбадарн-Фор, Кардиганшир, Уэльс

Основные сведения о нём содержатся в его житии, составленном около 1200 года, различные редакции которого дошли до нас в составе агиографического сборника «Новые легенды Англии», составленного в середине XV века Джоном Капгрейвом, а также анонимных «Жизнеописаниях валлийских и британских святых» (англ. Lives of the Cambro-British Saints), сохранившихся в рукописи XIV века из собрания Коттона Британской библиотеки (Cottonian MS. Vesp. A. xiv) и опубликованных в сокращении в начале XVII века в «Актах святых», а в 1853 году в полном виде антикварием Уильямом Дженкинсом Рисом для «Валлийского Общества рукописей».
Он родился в семье Петруна (валл. Petrun), сына некого «правителя Бретани» (валл. Emyr Llydaw). Мать Гуэн (валл. Guean) также принадлежала к бретонской знати. Когда Патерн повзрослел, его отец стал монахом-отшельником в Ирландии, а мать также ушла в монастырь. Решив последовать их примеру, Паттерн присоединился к своим двоюродным братьям Кадфану, Тидехо и Хетинлау в их миссии в Бретань, где вместе с ними основал монастырь в местности под названием «Мавритана» (лат. Mauritana). Посетив затем в Ирландии своего отшельника-отца и сумев примирить, согласно легенде, местные враждующие племена, он отправился в Иерусалим, где рукоположен был в епископы. Остановившись на обратном пути в Риме, он утверждён был 21 мая 465 года Святым Престолом в должности первого епископа Ванна.
Скончался 15 апреля 510 или 550 года в Ванне, где, вероятно, и был похоронен. Позднейшее предание о том, что «из-за ревности своих братьев» он вынужден был оставить свой монастырь и «умер в земле франков», признаётся ошибочным.
Сохранившиеся источники передают немало легенд об этом святом, рано прославившемся в качестве «светоча всей земли», признанного борца с язычеством, наставника в вере и чудотворца. Так, дошедшие до нас в рукописи XIV века «Триады острова Британия» называют его «одним из трёх священных гостей острова».
В одном из вариантов его жития сообщается, что за всю свою жизнь он имел якобы 850 учеников и последователей. А в основанном им монастыре Лланбадарн-Фор (валл. Llanbadarn Fawr) неподалёку от г. Аберистуита в устье реки Иствит, близ Кардиганского залива на западе Уэльса, принадлежавшего в VI столетии валлийскому королевству Кередигион, одновременно подвизалось 120 монахов. В другом говорится, что паломничество в Иерусалим он совершил вместе со Святым Давидом и Святым Тейло, в реальности жившими значительно позже.
Примечательно, что в его жизнеописании упоминается и легендарный Артур, причем в качестве злодея, а не героя. Якобы король польстился на подаренную святому в Иерусалиме красивую одежду и, попытавшись её похитить, едва не провалился в разверзшуюся близ его кельи расщелину. Откуда сумел выбраться лишь благодаря своему покаянию и молитвам подвижника.
Ему посвящены церкви Лланбадарн-Фор, Лланбадарн-Одвин и Лланбадарн-Трефеглвис в Кардиганшире, Лланбадарн-Файнидд, Лланбадарн-Фор и Лланбадарн-и-Гаррег в Редноршире, а также приходские церкви в Саут-Петервине и Норт-Петервине близ города Лонстон в Корнуолле, где сохранился освящённый в честь него святой источник.
День его памяти в Католической Церкви — 15 апреля, в Православной — 28 апреля.